# Stevenson (Washington)
Stevenson je grad u američkoj saveznoj državi Washington. Prema popisu stanovništva iz 2010. u njemu je živjelo 1.465 stanovnika.